# 656 (szám)
A 656 (hatszázötvenhat, római számmal: DCLVI) egy természetes szám.

## A szám a matematikában
A tízes számrendszerbeli 656-os a kettes számrendszerben 1010010000, a nyolcas számrendszerben 1220, a tizenhatos számrendszerben 290 alakban írható fel. A szám a 655 és a 657 közé eső természetes szám.
A 656 páros szám, normálalakban a 6,56 · 102 szorzattal írható fel. Prímfelbontása: 24 · 411. Tíz osztója van: 1, 2, 4, 8, 16, 41, 82, 164, 328 és 656.
A 656 négyzete 430 336, köbe 282 300 416, négyzetgyöke 25,61249, köbgyöke 8,68896, reciproka 0,0015243. 